# Crucorney
Crucorney är en community i Storbritannien.   Den ligger i kommunen Monmouthshire och riksdelen Wales, i den södra delen av landet, 200 km väster om huvudstaden London.
I communityn finns bland annat byarna Llanvihangel Crucorney, Pandy, Cwmyoy och Llanthony.